# Canton de Perpignan-5
Le canton de Perpignan-5 est une circonscription électorale française située dans le département des Pyrénées-Orientales et la région Occitanie.

## Histoire
Le canton de Perpignan-5 a été créé lors du démembrement des cantons de Perpignan-Ouest et Perpignan-Est en 1973.
Il est divisé par le décret no 82-84 du 25 janvier 1982, créant les cantons de Perpignan-8 et de Toulouges.
Par décret du 26 février 2014, le nombre de cantons du département est divisé par deux, avec mise en application aux élections départementales de mars 2015. Le canton de Perpignan-5 est conservé et voit ses limites territoriales remaniées.

## Représentation

### Représentation de 1973 à 2015
| Période                                  | Période | Identité           | Étiquette    | Qualité |
| ---------------------------------------- | ------- | ------------------ | ------------ | --- |
| 1973                                     | 1976    | Henri Parrat       | PS           | Bâtonnier de l'ordre des avocats, conseiller municipal de Perpignan |
| 1976                                     | 1982    | Henri Costa        | PCF          | Ouvrier de la métallurgie puis du textile, permanent politique |
| 1982                                     | 1988    | Suzanne Lacalm     | PS           | Agent immobilier |
| 1988                                     | 1994    | Pierre Gaspard     | UDF-PSD      | |
| 1994                                     | 2001    | Jean-Claude Kaiser | UDF puis RPF | Architecte, adjoint au maire de Perpignan |
| 2001                                     | 2008    | Jean-Luc Englebert | UDF puis UMP | Médecin généraliste, Perpignan |
| 2008                                     | 2015    | Ségolène Neuville  | PS           | Médecin hospitalier vice-présidente du conseil général depuis 2008 députée de la 3e circonscription des P.-O. (2012-2015) Secrétaire d'Etat (2015-2017) Elue en 2015 dans le Canton du Canigou |
| Les données manquantes sont à compléter. |         |                    |              | |

#### Élection de 2008
Les élections cantonales de 2008 ont eu lieu les dimanches 9 et 16 mars 2008. 
Abstention : 46,35 % au premier tour, 37,55 % au second tour.
| Candidat           | Parti | %       | Voix |
| ------------------ | ----- | ------- | ---- |
| Ségolène Neuville  | PS    | 52,01 % | 2479 |
| Jean-Luc Englebert | UMP   | 47,99 % | 2287 |

### Représentation depuis 2015
| Période élective | Période élective | Mandat          | Mandat            | Identité             | Nuance | Nuance | Qualité                                                                         |
| ---------------- | ---------------- | --------------- | ----------------- | -------------------- | ------ | ------ | ------------------------------------------------------------------------------- |
| 2015             | 2021             | 2015            | 2021              | Toussainte Calabrese |        | PS     | Chef d'entreprises Vice-Présidente du Conseil départemental                     |
| 2015             | 2021             | 2015            | 2021              | Jean-Louis Chambon   |        | DVG    | Maire de Canohès Ancien conseiller général du Canton de Perpignan-2 (2011-2015) |
| 2021             | 2022             | 2021            | 20 septembre 2022 | Mathias Blanc        |        | PS     | Avocat                                                                          |
| 2021             | 2022             | 2021            | 20 septembre 2022 | Françoise Chatard    |        | PG     | Retraitée de la fonction publique d'Etat                                        |
| 2022             | 2028             | 4 décembre 2022 | en cours          | Louis Aliot          |        | RN     | Maire de Perpignan                                                              |
| 2022             | 2028             | 4 décembre 2022 | en cours          | Carla Muti           |        | RN     | Conseillère municipale de Canohès                                               |

### Résultats détaillés

#### Élections de mars 2015
À l'issue du 1er tour des élections départementales de 2015, deux binômes sont en ballottage : Michel Guillemaud et Bénédicte Marchand (FN, 35,63 %) et Toussainte Calabrese et Jean-Louis Chambon (PS, 28,83 %). Le taux de participation est de 50,7 % (7 408 votants sur 14 610 inscrits) contre 55,72 % au niveau départemental et 50,17 % au niveau national.
Au second tour, Toussainte Calabrese et Jean-Louis Chambon (PS) sont élus avec 51,71 % des suffrages exprimés et un taux de participation de 53,18 % (3 640 voix pour 7 770 votants et 14 610 inscrits).
Jean-Louis Chambon a été exclu du PS à la suite de sa candidature dissidente aux élections sénatoriales de 2017.

#### Élections de juin 2021
Le premier tour des élections départementales de 2021 est marqué par un très faible taux de participation (33,26 % au niveau national). Dans le canton de Perpignan-5, ce taux de participation est de 30,57 % (4 690 votants sur 15 340 inscrits) contre 35,53 % au niveau départemental. À l'issue de ce premier tour, deux binômes sont en ballottage : Jean-Marie Dionet et Carla Muti (RN, 36,11 %) et Mathias Blanc et Francoise Chatard (Union à gauche, 23,88 %).
Le second tour des élections est marqué une nouvelle fois par une abstention massive équivalente au premier tour. Les taux de participation sont de 34,36 % au niveau national, 38,03 % dans le département et 33,15 % dans le canton de Perpignan-5. Mathias Blanc et Francoise Chatard (Union à gauche) sont élus avec 51,02 % des suffrages exprimés (2 408 voix pour 5 087 votants et 15 345 inscrits),,.
Le 20 septembre 2022, le Conseil d'État annule les scrutins de 2021, en raison de l'inéligibilité du candidat RN Jean-Marie Dionet, qui n'aurait pas dû pouvoir se présenter de par la fonction qu'il avait occupée de directeur des douanes dans le département.

#### Élection partielle du 27 novembre et 4 décembre 2022
L'élection départementale partielle est marquée par une faible participation tant au premier (21,63 %) qu'au second tour (23,64 %). A l'issue du premier tour, le binôme composé de Louis Aliot et Carla Muti (RN) arrive en tête avec un score de 44,07 % des voix suivi par le binôme Chambon-Micolau (LR-DVD) recueillant 27,63 %. Le binôme sortant Blanc-Chatard (PS-PG) dont l'élection a été annulée arrive en 3ème position avec 26,36 % des voix.
Le second tour est remporté par le binôme Aliot-Muti (RN) qui totalise 53,54 %. Cette victoire permet au Rassemblement National d'entrer pour la première fois au sein du Conseil départemental des Pyrénées-Orientales.
| Louis Aliot              |                          | RN                       | 1 493  | 44,07 | 1 949  | 53,54 |  |  |
| Carla Muti               |                          | RN                       | 1 493  | 44,07 | 1 949  | 53,54 |  |  |
| Jean-Louis Chambon       |                          | DVD                      | 936    | 27,63 | 1 692  | 46,46 |  |  |
| Florence Micolau         |                          | DVD                      | 936    | 27,63 | 1 692  | 46,46 |  |  |
| Mathias Blanc            |                          | PS                       | 893    | 26,36 |        |       |  |  |
| Françoise Chatard        |                          | PG                       | 893    | 26,36 |        |       |  |  |
| Monique Ferré            |                          | MoDem                    | 66     | 1,94  |        |       |  |  |
| Roger Segura             |                          | MoDem                    | 66     | 1,94  |        |       |  |  |
|                          |                          |                          |        |       |        |       |  |  |
| Suffrages exprimés       | Suffrages exprimés       | Suffrages exprimés       | 3 388  | 97,41 | 3 641  | 95,79 |  |  |
| Votes blancs             |                          |                          |        |       |        |       |  |  |
| Votes nuls               |                          |                          |        |       |        |       |  |  |
| Total                    | Total                    | Total                    | 3 478  | 100   | 3 801  | 100   |  |  |
| Abstention               | Abstention               | Abstention               | 12 602 | 78,37 | 12 279 | 76,36 |  |  |
| Inscrits / participation | Inscrits / participation | Inscrits / participation | 16 080 | 21,62 | 16 080 | 23,64 |  |  |

## Composition

### Composition de 1973 à 1982
Le canton de Perpignan-V comprenait :
- les communes de Canohès et Toulouges,
- la portion du territoire de la ville de Perpignan déterminée par l'axe des voies ci-après, du Nord au Sud : rivière La Têt, rue de la Rivière, avenue de Grande-Bretagne (portion Est), cours Lazare-Escarguel, avenue du Lycée, avenue Gilbert-Brutus (portion Ouest), rue Paulin-Testory, rue Georges-Rives (extrémité), avenue du Général-Guillaut et route nationale n° 9.

### Composition de 1982 à 2015
Le canton comprenait la portion de territoire de la ville de Perpignan déterminée, au Sud et à l'Ouest, par la limite communale de Perpignan ; au Nord, par la rivière Basse (jusqu'à son intersection avec le ruisseau Ganganeil) ; à l'Est, par l'axe des voies suivantes : avenue du Lycée, avenue Gilbert-Brutus, rue Paulin-Testory, rue J.-Tixeire, rue du Docteur-Georges-Rives, avenue du Général-Guillaut, avenue d'Espagne, nouvelle route d'Espagne, route nationale 9.
Quartiers de Perpignan inclus dans le canton :
- Saint-Martin
- Mailloles
- Catalunya
- Pascot
- Mas-Bresson

### Composition depuis 2015
| Nom                               | Code Insee | Intercommunalité                    | Superficie (km2) | Population (dernière pop. légale)                 | Densité (hab./km2) | Modifier                                    |
| --------------------------------- | ---------- | ----------------------------------- | ---------------- | ------------------------------------------------- | ------------------ | ------------------------------------------- |
| Perpignan (bureau centralisateur) | 66136      | CU Perpignan Méditerranée Métropole | 68,07            | Fraction : 22 318 (2022) Commune : 120 996 (2022) | 1 778              | modifier les données · modifier les données |
| Canohès                           | 66038      | CU Perpignan Méditerranée Métropole | 8,56             | 6 575 (2022)                                      | 768                | modifier les données · modifier les données |
| Canton de Perpignan-5             | 6610       |                                     |                  | 28 893 (2022)                                     |                    | modifier les données                        |

Le canton est désormais composé de :
1. la commune de Canohès,
2. la partie de la commune de Perpignan située au sud de l'axe des voies et limites suivantes : depuis la limite territoriale de la commune de Pollestres, route du Perthus, avenue d'Espagne, avenue du Général-Guillaut, boulevard Félix-Mercader, avenue Gilbert-Brutus, rue du Lieutenant-Pruneta, rue des Lices, rue des Rois-de-Majorque, rue des Archers, rue Jean-de-Gazanyola, rue des Sureaux, rue Grande-la-Monnaie, place du Pont-d'en-Vestit, rue de la Porte-d'Assaut, place Arago, place Gabriel-Péri, quai Sébastien-Vauban, rue de Sully, Pont de Guerre, quai de Barcelone, rue Pierre-Cartelet, rue du Maréchal-Foch, boulevard des Pyrénées, cours de la Bassa, jusqu'à la limite territoriale de la commune de Toulouges.

## Démographie

### Démographie avant 2015
| 1975 | 1982 | 1990   | 1999   | 2006   | 2011   | 2012   |
| ---- | ---- | ------ | ------ | ------ | ------ | ------ |
| -    | -    | 12 378 | 12 526 | 15 254 | 15 387 | 16 007 |

### Démographie depuis 2015
En 2022, le canton comptait 28 893 habitants, en évolution de +9,89 % par rapport à 2016 (Pyrénées-Orientales : +3,92 %, France hors Mayotte : +2,11 %).
| 2013   | 2018   | 2022   |
| ------ | ------ | ------ |
| 23 968 | 27 080 | 28 893 |